# الأغنية المفقودة (أنمي)
الأغنيّة المفقودة (باليابانية: ロスト ソング، بالروماجي: Rosuto Songu) هي سلسلة  أنمي  من إخراج ماجيس. المشروع سوف يبدأ مع الموسيقي كونومي سوزوكي في دور رين وصوت الممثلة يوكاري تامورا في دور فينيس. أُعلن عن السّلسلة خلال حفل عيد ميلاد الذي عقدَ من قبل سوزوكي في  نوفمبر 2016. سلسلة الإنتاج المشترك بين ليدين فيلمز ودوانغو. السلسلة ستُصدر في اليابان في 31 مارس 2018. نيتفليكس سوف تنشر سلسلة بالعالم في عام 2018.

## الشخصيات
(リン، رين)
أداء صوتي: كونومي سوزوكي
(フィーニス، فينايسو)
أداء صوتي: يوكاري تامورا
(ポニー・グッドライト، بوني غودورايتو)
أداء صوتي: تشياكي تاكاهاشي
(モニカ・ルックス، مونيكا روكوسو)
أداء صوتي: أسامي سيتو
(アル، )
أداء صوتي: ميساكي كونو
(ヘンリー・レオボルト، هينري ريوبوروتو)
أداء صوتي: سييتشيرو ياماشيتا
(コルテ/メル، كوروتي/ميرو)
أداء صوتي: آي كايانو
(バズラ・ベアモルス، بيازورا بياموروسو)
أداء صوتي: تسويوشي كوياما
(ルード・ベルンシュタイン4世، ريودو بيرونشوتاين 4-سيي)
أداء صوتي: Yuuto Suzuki
(ドクター・ヴァイゼン، دوكوتا فوايزين)
أداء صوتي: ميتسورو أوغاتا
(タルジア・ホークレイ، تالروجيا هيكوروي)
أداء صوتي: هيروشي إيتو

## وسائل الإعلام
شارة البداية هي "Utaeba Soko ni Kimi ga Iru Kara" (歌えばそこに君がいるから إذا غنّيتُ، أنتَ ستكون هناك) من قبل كونومي سوزوكي، وشارة النهاية هو «صدى الدموع» من إعداد يوكاري تامورا. كل الأغاني ستُصدر في 23 مايو 2018.

## وصلات خارجية
- الأغنية المفقودة (أنمي) على موقع IMDb (الإنجليزية)
- الأغنية المفقودة (أنمي) على موقع نتفليكس (الإنجليزية)
- الأغنية المفقودة (أنمي) على موقع كينوبويسك (الروسية)
- الأغنية المفقودة (أنمي) على موقع قاعدة بيانات الفيلم (الإنجليزية)
- الأغنية المفقودة (أنمي) على موقع ANN anime (الإنجليزية)
- الموقع الرسمي
 (باللغة اليابانية)
- الأغنية فقدت (أنيمي) (أنيمي) في أنيمي شبكة أخبار's الموسوعة
- الأغنية فقدت  على IMDb